# Simopteryx portentosa
Simopteryx portentosa är en fjärilsart som beskrevs av Thierry-mieg 1892. Simopteryx portentosa ingår i släktet Simopteryx och familjen mätare. Inga underarter finns listade i Catalogue of Life.